# Jure Penko
Jure Penko, slovenski hokejist, * 6. april 1981, Ljubljana.
Penko je kariero začel v nižjih severnoameriških ligah. V sezoni 2002/2003 je igral za HK Sportina Bled, nato pa še za Olimpija Hertz Ljubljana, HK Tivoli, italijanski HC Valpellice, HK Alfa in HD HS Olimpija v sezoni 2007/2008.

## Pregled kariere
Odebeljeno - reprezentančni nastopi, glej tudi Statistika pri hokeju na ledu.
| Moštvo                   | Liga              | Sezona |    | Redni del | Redni del | Redni del | Redni del | Redni del | Redni del | Redni del | Redni del |    | Končnica | Končnica | Končnica | Končnica | Končnica | Končnica | Končnica | Končnica |
| ------------------------ | ----------------- | ------ | -- | --------- | --------- | --------- | --------- | --------- | --------- | --------- | --------- | -- | -------- | -------- | -------- | -------- | -------- | -------- | -------- | -------- |
| Moštvo                   | Liga              | Sezona | OT | PG        | G         | P         | T         | KM        | GT        | OD        | OT        | PG | G        | P        | T        | KM       | GT       | OD       |          |          |
| Leamington Flyers        | OHA               | 98/99  |    | 20        |           | 0         | 0         | 0         | 0         | 2.39      | .921      |    |          |          |          |          |          |          |          |          |
| Arkansas RiverBlades     | ECHL              | 99/00  |    | 2         |           | 0         | 0         | 0         | 0         | 5.05      | .862      |    |          |          |          |          |          |          |          |          |
| Green Bay Gamblers       | USHL              | 99/00  |    | 40        |           | 0         | 3         | 3         | 10        | 2.81      | .906      |    |          |          |          |          |          |          |          |          |
| Green Bay Gamblers       | USHL              | 00/01  |    | 46        |           | 0         | 2         | 2         | 10        | 2.39      | .914      |    |          |          |          |          |          |          |          |          |
| Cincinnati Cyclones      | ECHL              | 01/02  |    | 17        |           | 0         | 1         | 1         | 0         | 3.21      | .889      |    |          |          |          |          |          |          |          |          |
| HK Sportina Bled         | Mednarodna liga   | 02/03  |    | 1         | 0         | 0         | 0         | 0         | 0         |           |           |    |          |          |          |          |          |          |          |          |
| HK Sportina Bled         | Slovenska liga    | 02/03  |    |           | 3         | 0         | 0         | 0         | 0         |           |           |    |          |          |          |          |          |          |          |          |
| Lubbock Cotton Kings     | CHL               | 02/03  |    | 17        |           | 0         | 0         | 0         | 2         | 3.79      | .874      |    |          |          |          |          |          |          |          |          |
| Olimpija Hertz Ljubljana | Mednarodna liga   | 03/04  |    |           | 3         | 0         | 0         | 0         | 0         |           |           |    |          | 4        | 0        | 0        | 0        | 0        |          |          |
| HK Tivoli                | Slovenska liga    | 03/04  |    |           | 7         | 0         | 0         | 0         | 0         |           |           |    |          |          |          |          |          |          |          |          |
| HC Valpellice            | Serie A2/Serie B1 | 05/06  |    | 39        | 39        | 0         | 1         | 1         | 10        | 3.76      | .881      |    |          |          |          |          |          |          |          |          |
| HK Alfa                  | Interliga B       | 06/07  |    | 0         | 1         | 0         | 0         | 0         | 0         |           |           |    | 1        | 4        | 0        | 0        | 0        | 0        | 18.00    |          |
| HK Alfa                  | Slovenska liga    | 06/07  |    | 8         | 19        | 0         | 0         | 0         | 10        | 5.53      |           |    |          |          |          |          |          |          |          |          |
| HD HS Olimpija           | Slovenska liga    | 07/08  |    | 7         | 7         | 0         | 0         | 0         | 6         | 1.28      |           |    |          |          |          |          |          |          |          |          |